# 3e cérémonie des North Carolina Film Critics Awards
La 3e cérémonie des North Carolina Film Critics Awards (NCFC Awards), décernés par la North Carolina Film Critics Association, a eu lieu le 4 janvier 2015, et a récompensé les films réalisés l'année précédente.

## Palmarès

### Meilleur film (Best narrative Film)
- The Grand Budapest Hotel

### Meilleur réalisateur
- Richard Linklater pour Boyhood

### Meilleur acteur
- Michael Keaton pour Birdman

### Meilleure actrice
- Essie Davis pour The Babadook

### Meilleur acteur dans un second rôle
- Edward Norton pour Birdman

### Meilleure actrice dans un second rôle
- Patricia Arquette pour Boyhood

### Meilleur scénario original
- The Grand Budapest Hotel – Wes Anderson

### Meilleur scénario adapté
- Les Gardiens de la Galaxie – James Gunn et Nicole Perlman

### Meilleur film en langue étrangère
- Snow Therapy •  Suède

### Meilleur film d'animation
- La Grande Aventure Lego
  - Les Nouveaux Héros (Big Hero 6)

### Meilleur film documentaire
- Life Itself